# サクラキャンドル
サクラキャンドルは、日本で生産・調教された競走馬・繁殖牝馬である。第20回エリザベス女王杯の勝ち馬。そのほかのおもな勝鞍にクイーンステークス、府中牝馬ステークスなどがある。半兄にサクラチトセオー（天皇賞（秋）優勝馬）がいる。
なお、馬齢は旧表記（数え年）で統一する。

## 戦績

### 3歳時
3歳戦を中心に活躍したサクラヤマトオーの全妹、また、当時、中山記念や京王杯AHを勝ち、天皇賞（秋）を僅差の6着と好走していたサクラチトセオーの半妹として、兄たちと同様に、美浦の境勝太郎厩舎に入厩した、1994年12月4日、中山芝1600メートルの新馬戦にて、サクラ軍団の主戦小島太を背にデビュー。
単勝1倍台の圧倒的人気に応えたデビュー勝ちであり、この勝利で小島太は中央競馬史上12人目の通算1000勝を達成した。続くホープフルステークスでは2番人気に推されるものの6着に終わった。

### 4歳時
春のクラシックを目指し賞金を加算するため1月から積極的に出走したが、勝ちきれないレースが続き、クラシック出走も果たせず春シーズンは未勝利に終わる。
迎えた秋シーズンの9月、デビュー戦以来の久しぶりの勝利を500万下条件戦であげ、エリザベス女王杯を目指すためクイーンステークスに出走。重賞勝ち馬がサイレントハピネスのみで上がり馬が多数を占める小粒なメンバー構成ということもあって、穴人気ではあったが12番手から直線だけで豪快に差し切り快勝。
天皇賞前に、主戦騎手の小島太が翌年からの調教師転向を表明。エリザベス女王杯の2週間前の天皇賞（秋）では、半兄のサクラチトセオーが直線一気でジェニュインをハナ差差し切って優勝した。
そして好ムードで迎えた本番のエリザベス女王杯。優駿牝馬の勝ち馬ダンスパートナーが菊花賞参戦のため回避し混戦模様であったが、人気は良血プライムステージや武豊騎乗のフェアダンス、前走で負かしたサイレントハピネスや桜花賞馬のワンダーパヒュームが中心で、前哨戦を勝った本馬は単勝26.5倍と低評価であった。
しかし、その低評価をあざ笑うかのようにレースでは好位3番手からうまく抜け出し快勝。主戦の小島太に初の牝馬でのGI勝利と初の淀でのGI勝利をプレゼントし、ゴールを過ぎた後に小島太が馬上で何度も涙を拭うシーンが場内のターフビジョンに映し出されていた。
また、この勝利が小島太の騎手生活最後のGI勝利であり、サクラチトセオーとともに小島の引退の花道を飾った名兄妹として記憶されている。
この年のエリザベス女王杯は4歳馬限定戦としては最後の開催であった（翌年より秋華賞が新設され、エリザベス女王杯は古馬へ開放）。また兄が天皇賞（秋）を妹がエリザベス女王杯を同じ年に制したのは3例目である（1987年：兄ニッポーテイオー・妹タレンティドガール、1988年：兄タマモクロス・妹ミヤマポピー、1995年：兄サクラチトセオー・妹サクラキャンドル）。

### 5 - 6歳時
中山牝馬ステークス（9着）を最後に、デビュー戦から騎乗し続けていた小島太が騎手を引退。その後は蛯名正義などと新コンビを組み府中牝馬ステークスを勝ち、古馬に開放されたエリザベス女王杯の連覇を目指したが、直前で故障を発症し無念の回避。翌年、定年の境勝太郎から調教師に転向した小島太厩舎に移った4月に登録を抹消した。

## 引退後
引退後は北海道静内町（現・新ひだか町）の新和牧場にて繁殖牝馬として繋養されていたが、産駒成績はホッカイドウ競馬で6勝を挙げたサクラエモーションが目立つ程度である。2013年の出産を最後に繁殖牝馬を引退し、同牧場豊畑分場で余生を過ごす。初仔サクラフィーストの産駒グルームアイランドが、報知オールスターカップと中日杯に優勝している。
その後同町内の谷岡スタットに移動して過ごしていたが、2019年3月4日、脚部のケガが元で急死した。27歳没。スタットによると近年は足腰が弱っており、放牧地の中で倒れていたという。
|        | 生年   | 馬名                   | 性 | 毛色   | 父                 | 馬主                         | 厩舎                                                 | 戦績                  |
| ------ | ------ | ---------------------- | -- | ------ | ------------------ | ---------------------------- | ---------------------------------------------------- | --------------------- |
| 初仔   | 1998年 | サクラフィースト       | 牝 | 鹿毛   | サクラチヨノオー   | （株）さくらコマース         | 美浦・田中清隆                                       | 7戦0勝（引退・繁殖）  |
| 2番仔  | 1999年 | サクラフィオーレ       | 牝 | 栗毛   | サクラローレル     | （株）さくらコマース         | 美浦・上原博之                                       | 不出走（引退・繁殖）  |
| 3番仔  | 2000年 | サクラメモリアル       | 牝 | 黒鹿毛 | サクラローレル     | （株）さくらコマース         | 栗東・池江泰寿                                       | 14戦1勝（引退・繁殖） |
| 4番仔  | 2003年 | サクラキセキ           | 牝 | 黒鹿毛 | フジキセキ         | （株）さくらコマース         | 美浦・小笠倫弘                                       | 12戦1勝（引退・繁殖） |
| 5番仔  | 2004年 | サクラフォルツァ       | 牡 | 鹿毛   | カリズマティック   | （株）さくらコマース         | 美浦・小島太                                         | 6戦0勝（引退）        |
| 6番仔  | 2005年 | サクラエモーション     | 騸 | 鹿毛   | ダンスインザダーク | （株）さくらコマース →田村誠 | 北海道・石本孝博 →北海道・桧森邦夫 →水沢・佐々木修一 | 29戦6勝（引退）       |
| 7番仔  | 2006年 | サクラキャンドルの2006 | 牡 | 栗毛   | サクラプレジデント |                              | -                                                    | 不出走                |
| 8番仔  | 2011年 | サクラパピルス         | 牝 | 栗毛   | アグネスデジタル   | （株）さくらコマース         | 美浦・尾関知人 →北海道・桑原義光                     | 6戦1勝（引退・繁殖）  |
| 9番仔  | 2012年 | サクラティンクル       | 牝 | 鹿毛   | ステイゴールド     | （株）さくらコマース         | 栗東・須貝尚介 →大井・渡邉和雄 →北海道・田中淳司     | 16戦0勝（引退・繁殖） |
| 10番仔 | 2013年 | リズムオブワールド     | 牝 | 黒鹿毛 | サクラオリオン     | 古谷剛彦 →谷岡真喜           | 川崎・山崎裕也 →大井・栗田裕光 →北海道・小国博行     | 27戦1勝（引退）       |

## 競走成績
| 年月日     | 競馬場 | 競走名           | 格      | 頭数 | オッズ （人気） | オッズ （人気） | 着順 | 騎手       | 斤量 (kg) | 距離（馬場）  | タイム （上り3F） | タイム 差 | 勝ち馬/（2着馬）       |
| ---------- | ------ | ---------------- | ------- | ---- | --------------- | --------------- | ---- | ---------- | --------- | ------------- | ----------------- | --------- | ---------------------- |
| 1994.12.04 | 中山   | 3歳新馬          |         | 16   | 01.9            | 0（1人）        | 01着 | 小島太     | 53        | 芝1600m（良） | 1:35.9 (37.3)     | -0.1      | （ダイワリアル）       |
| 0000.12.25 | 中山   | ホープフルS      | OP      | 11   | 04.6            | 0（2人）        | 06着 | 小島太     | 53        | 芝2000m（良） | 2:03.3 (36.7)     | -1.0      | マイネルブリッジ       |
| 1995.01.16 | 中山   | 黒竹賞           | 500万下 | 10   | 02.8            | 0（2人）        | 03着 | 小島太     | 53        | 芝1600m（良） | 1:35.6 (36.4)     | -0.4      | エアジャスティス       |
| 0000.02.11 | 東京   | 4歳500万下       |         | 10   | 01.9            | 0（1人）        | 03着 | 小島太     | 53        | ダ1600m（良） | 1:41.7 (39.1)     | -0.8      | ガルフパール           |
| 0000.04.16 | 中山   | 山藤賞           | 500万下 | 11   | 05.0            | 0（3人）        | 04着 | 小島太     | 53        | 芝1800m（稍） | 1:50.9 (36.0)     | -0.9      | フォルスモア           |
| 0000.04.30 | 東京   | 4歳500万下       |         | 13   | 01.9            | 0（1人）        | 02着 | 小島太     | 53        | 芝1400m（重） | 1:23.1 (35.8)     | -0.2      | ゲイリースマイリー     |
| 0000.05.13 | 東京   | 夏木立賞         | 500万下 | 7    | 04.1            | 0（2人）        | 02着 | 小島太     | 53        | 芝1800m（重） | 1:51.2 (34.9)     | -0.2      | フロインシャフト       |
| 0000.06.03 | 東京   | ロベリア賞       | 500万下 | 8    | 01.7            | 0（1人）        | 05着 | 小島太     | 53        | 芝1800m（良） | 1:49.4 (36.7)     | -0.6      | ケニイサンタ           |
| 0000.09.10 | 中山   | 4歳上500万下     |         | 11   | 02.1            | 0（1人）        | 01着 | 小島太     | 53        | 芝1800m（良） | 1:49.2 (35.4)     | -0.4      | （トウショウロミオ）   |
| 0000.10.01 | 中山   | クイーンS        | GIII    | 17   | 13.1            | 0（8人）        | 01着 | 小島太     | 54        | 芝2000m（良） | 2:01.8 (37.1)     | -0.2      | （アラマサキャップ）   |
| 0000.11.12 | 京都   | エリザベス女王杯 | GI      | 18   | 26.5            | （10人）        | 01着 | 小島太     | 55        | 芝2400m（良） | 2:27.2 (34.7)     | -0.1      | （ブライトサンディー） |
| 0000.12.17 | 阪神   | 阪神牝馬特別     | GII     | 12   | 06.5            | 0（2人）        | 11着 | 小島太     | 55        | 芝2000m（良） | 2:01.6 (36.3)     | -1.3      | サマニベッピン         |
| 1996.02.25 | 中山   | 中山牝馬S        | GIII    | 15   | 05.4            | 0（4人）        | 09着 | 小島太     | 56.5      | 芝1800m（良） | 1:48.9 (35.5)     | -0.7      | プレイリークイーン     |
| 0000.03.23 | 中山   | 韓国馬事会杯     | OP      | 15   | 07.1            | 0（4人）        | 02着 | 蛯名正義   | 55        | 芝1800m（良） | 1:49.4 (35.9)     | -0.0      | オースミタイクーン     |
| 0000.04.07 | 中山   | エイプリルS      | OP      | 12   | 01.7            | 0（1人）        | 02着 | M.ロバーツ | 56        | 芝2000m（良） | 2:00.2 (35.5)     | -0.2      | フェアダンス           |
| 0000.04.28 | 東京   | メトロポリタンS  | OP      | 12   | 01.8            | 0（1人）        | 06着 | 横山典弘   | 56        | 芝2300m（良） | 2:20.2 (35.0)     | -0.5      | プレイリークイーン     |
| 0000.08.25 | 中山   | 新潟記念         | GIII    | 11   | 04.4            | 0（4人）        | 02着 | 蛯名正義   | 55        | 芝2000m（良） | 2:02.4 (36.4)     | -0.3      | トウカイタロー         |
| 0000.10.13 | 東京   | 府中牝馬S        | GIII    | 14   | 04.0            | 0（1人）        | 01着 | 蛯名正義   | 55        | 芝1800m（良） | 1:46.0 (34.8)     | -0.3      | （フェアダンス）       |

## 血統表
| サクラキャンドルの血統                     | サクラキャンドルの血統                                                                            | サクラキャンドルの血統                                                                            | （血統表の出典）                                                                                  | （血統表の出典） |
| 父系                                       | テスコボーイ系                                                                                    | テスコボーイ系                                                                                    | テスコボーイ系                                                                                    | [ § 2 ]          |
| 父 サクラユタカオー 1982 栗毛 北海道静内町 | 父の父*テスコボーイ Tesco Boy 1963 黒鹿毛 イギリス                                                | Princely Gift                                                                                     | Nasrullah                                                                                         | Nasrullah        |
| 父 サクラユタカオー 1982 栗毛 北海道静内町 | 父の父*テスコボーイ Tesco Boy 1963 黒鹿毛 イギリス                                                | Princely Gift                                                                                     | Blue Gem                                                                                          |                  |
| 父 サクラユタカオー 1982 栗毛 北海道静内町 | 父の父*テスコボーイ Tesco Boy 1963 黒鹿毛 イギリス                                                | Suncourt                                                                                          | Hyperion                                                                                          | Hyperion         |
| 父 サクラユタカオー 1982 栗毛 北海道静内町 | 父の父*テスコボーイ Tesco Boy 1963 黒鹿毛 イギリス                                                | Suncourt                                                                                          | Inquisition                                                                                       |                  |
| 父 サクラユタカオー 1982 栗毛 北海道静内町 | 父の母アンジェリカ 1970 黒鹿毛 北海道静内町                                                       | *ネヴァービート Never Beat                                                                        | Never Say Die                                                                                     | Never Say Die    |
| 父 サクラユタカオー 1982 栗毛 北海道静内町 | 父の母アンジェリカ 1970 黒鹿毛 北海道静内町                                                       | *ネヴァービート Never Beat                                                                        | Bride Elect                                                                                       |                  |
| 父 サクラユタカオー 1982 栗毛 北海道静内町 | 父の母アンジェリカ 1970 黒鹿毛 北海道静内町                                                       | スターハイネス                                                                                    | *ユアハイネス                                                                                     | *ユアハイネス    |
| 父 サクラユタカオー 1982 栗毛 北海道静内町 | 父の母アンジェリカ 1970 黒鹿毛 北海道静内町                                                       | スターハイネス                                                                                    | スターロツチ                                                                                      |                  |
| 母 サクラクレアー 1982 鹿毛                | 母の父*ノーザンテースト Northern Taste 1971 栗毛                                                  | Northern Dancer                                                                                   | Nearctic                                                                                          | Nearctic         |
| 母 サクラクレアー 1982 鹿毛                | 母の父*ノーザンテースト Northern Taste 1971 栗毛                                                  | Northern Dancer                                                                                   | Natalma                                                                                           |                  |
| 母 サクラクレアー 1982 鹿毛                | 母の父*ノーザンテースト Northern Taste 1971 栗毛                                                  | Lady Victoria                                                                                     | Victoria Park                                                                                     | Victoria Park    |
| 母 サクラクレアー 1982 鹿毛                | 母の父*ノーザンテースト Northern Taste 1971 栗毛                                                  | Lady Victoria                                                                                     | Lady Angela                                                                                       |                  |
| 母 サクラクレアー 1982 鹿毛                | 母の母*クレアーブリッジ Clare Bridge 1967 鹿毛                                                    | Quadrangle                                                                                        | Cohoes                                                                                            | Cohoes           |
| 母 サクラクレアー 1982 鹿毛                | 母の母*クレアーブリッジ Clare Bridge 1967 鹿毛                                                    | Quadrangle                                                                                        | Tap Day                                                                                           |                  |
| 母 サクラクレアー 1982 鹿毛                | 母の母*クレアーブリッジ Clare Bridge 1967 鹿毛                                                    | Abeyance Lass                                                                                     | Ambiorix                                                                                          | Ambiorix         |
| 母 サクラクレアー 1982 鹿毛                | 母の母*クレアーブリッジ Clare Bridge 1967 鹿毛                                                    | Abeyance Lass                                                                                     | Vulcania                                                                                          |                  |
| 母系(F-No.)                                | クレアーブリッジ系(FN:13-c)                                                                       | クレアーブリッジ系(FN:13-c)                                                                       | クレアーブリッジ系(FN:13-c)                                                                       | [ § 3 ]          |
| 5代内の近親交配                            | Hyperion 4×5=9.38%、、Nearco 5×5=6.25%、Nasrullah 4･5（父内）=9.38%、Lady Angela5･4（母内）=9.38% | Hyperion 4×5=9.38%、、Nearco 5×5=6.25%、Nasrullah 4･5（父内）=9.38%、Lady Angela5･4（母内）=9.38% | Hyperion 4×5=9.38%、、Nearco 5×5=6.25%、Nasrullah 4･5（父内）=9.38%、Lady Angela5･4（母内）=9.38% | [ § 4 ]          |
| 出典                                       | 1. 2. 3. 4.                                                                                       | 1. 2. 3. 4.                                                                                       | 1. 2. 3. 4.                                                                                       | 1. 2. 3. 4.      |

- 世界中で多くの活躍馬を輩出した名門牝系のフリゼット系に属する。
- 5代母Vagrancyは1942年のCCAオークス勝ち馬。
- 甥にサクラメガワンダー、サクラアンプルール。
- そのほかの主な近親にヘヴンリーロマンス、シルクプリマドンナ、ロードクエスト。